# 竹本由紀夫
竹本 由紀夫（たけもと ゆきお、1956年8月1日 - ）は、静岡県出身の元プロ野球選手（投手）。右投右打。

## 来歴・人物
修善寺工業高では2年からエースとして活躍、3年生となった1974年夏の県大会では準決勝に進出するが、清水市商高に逆転負け、甲子園には届かなかった。県内では高橋三千丈（静岡商～明治大～中日）と共に将来性豊かな投手だった。
高校卒業後は、社会人野球の新日本製鐵室蘭に入団。1979年の都市対抗ではエースとして投げ、高梨英夫（大昭和製紙北海道から補強）が放った当時の通算新記録となる決勝ホームランなどもあり、ベスト8に進出。また、第4回インターコンチネンタルカップ日本代表に選出され、日本の準優勝に貢献した。同年のドラフト会議でロッテオリオンズから1位指名を受けるが入団を拒否した。
翌1980年、第26回アマチュア野球世界選手権の代表に選ばれキューバ戦などで好投、都市対抗では大昭和製紙北海道の補強選手として出場。初戦では、世界選手権代表の長谷部優を擁する松下電器と対戦。4回からリリーフとして登板し、5－4と逃げ勝つ。準々決勝では東芝府中と戦い、高梨の新記録となる通算8号ホームランを放ち先制すると8回にも高梨が決勝打を打ち浜師勝彦との室蘭リレーで勝ちベスト4に進出した。同年は、石毛宏典（プリンスホテル→西武）、原辰徳（東海大→巨人）とともに御三家として注目を集め、ドラフト会議でヤクルトスワローズから1位指名を受け入団した。
当初は右腕の本格派で、社会人ナンバーワン右腕として即先発ローテーション入りを期待されたが、結局1勝も挙げることができず1984年に引退。わずか4年でプロ野球生活の幕を閉じた。
引退後は飲食店経営に携わるなどしたが失敗が続き、2010年の時点で消息が掴めていない。

## 詳細情報

### 年度別投手成績
| 年 度     | 球 団     | 登 板 | 先 発 | 完 投 | 完 封 | 無 四 球 | 勝 利 | 敗 戦 | セ 丨 ブ | ホ 丨 ル ド | 勝 率 | 打 者 | 投 球 回 | 被 安 打 | 被 本 塁 打 | 与 四 球 | 敬 遠 | 与 死 球 | 奪 三 振 | 暴 投 | ボ 丨 ク | 失 点 | 自 責 点 | 防 御 率 | W H I P |
| --------- | --------- | ----- | ----- | ----- | ----- | -------- | ----- | ----- | -------- | ----------- | ----- | ----- | -------- | -------- | ----------- | -------- | ----- | -------- | -------- | ----- | -------- | ----- | -------- | -------- | ------- |
| 1981      | ヤクルト  | 17    | 2     | 0     | 0     | 0        | 0     | 3     | 0        | --          | .000  | 129   | 29.0     | 28       | 2           | 16       | 1     | 3        | 20       | 0     | 0        | 16    | 12       | 3.72     | 1.52    |
| 1982      | ヤクルト  | 3     | 1     | 0     | 0     | 0        | 0     | 0     | 0        | --          | ----  | 54    | 14.1     | 9        | 1           | 5        | 0     | 0        | 10       | 1     | 0        | 5     | 5        | 3.21     | 0.98    |
| 1983      | ヤクルト  | 12    | 2     | 0     | 0     | 0        | 0     | 1     | 0        | --          | .000  | 112   | 24.0     | 28       | 6           | 12       | 0     | 1        | 18       | 1     | 1        | 20    | 17       | 6.38     | 1.67    |
| 1984      | ヤクルト  | 5     | 1     | 0     | 0     | 0        | 0     | 1     | 0        | --          | .000  | 23    | 5.1      | 4        | 1           | 4        | 1     | 0        | 4        | 0     | 0        | 4     | 4        | 6.75     | 1.50    |
| 通算：4年 | 通算：4年 | 37    | 6     | 0     | 0     | 0        | 0     | 5     | 0        | --          | .000  | 318   | 72.2     | 69       | 10          | 37       | 2     | 4        | 52       | 2     | 1        | 45    | 38       | 4.71     | 1.46    |

### 記録
- 初登板：1981年5月27日、対阪神タイガース9回戦（阪神甲子園球場）、8回裏に3番手で救援登板・完了、1回1失点
- 初先発登板：1981年6月20日、対広島東洋カープ9回戦（明治神宮野球場）、1回0/3を5失点（自責点2）で敗戦投手

### 背番号
- 15（1981年 - 1984年）